# Raster Image Processor

Generating the raster image data

Een Raster Image Processor (RIP) is een component in een grafische workflow die een gerasterd beeld genereert (ook wel bitmap genoemd). Dit gerasterd beeld kan dan gebruikt worden om het beeld te reproduceren als gedrukt exemplaar (of zelfs een niet tastbare weergave op een scherm). De input kan van allerhande bronnen komen. Typisch is dit tegenwoordig een hoog kwalitatieve PDF of soms wel het verouderde PostScript.
Oorspronkelijk was een RIP een hardware box die specifiek gebouwd was voor de taak als RIP die dan gekoppeld was aan een film belichter.
Een RIP kan ingebouwd worden als een software component die dan gebruikt wordt op computer of als onderdeel van de firmware van een printer. De Adobe PDF Print Engine is een voorbeeld van software component die ingebouwd wordt in workflow systemen.

## Stappen
1. Interpreteren: De eerste stap is het vertalen van de paginabeschrijvingstaal naar code die begrijpbaar is voor de RIP. De meeste RIPs verwerken de data serieel (bv. pagina per pagina). De job is klaar voor de volgende stap eens alle pagina's in de job geïnterpreteerd zijn.
2. Renderen: tijdens het renderen wordt de code lijn per lijn omgezet naar een contone bitmap. Sommige RIPs doen het interpreteren en renderen samen in één stap.
3. Rasteren: om te kunnen printen moet de contone bitmap nog geconverteerd worden naar een gerasterd beeld (patroon van punten). Ruw geschetst zijn er daarvoor 3 methodes beschikbaar: Amplitude Modulation (AM), Frequency Modulation (FM) of een hebride vorm XM rastering waarbij de lichte en donkere partijen van het beeld FM gerasterd worden terwijl de middentonen AM gebruiken. In AM rasteren worden de punten in een vast raster geplaatst maar varieert de punt grootte. Bij FM rasteren blijft de punt grootte constant maar worden ze dichter of verder van elkaar geplaatst op basis van geavanceerde mathematische modellen.